# Чемпіонат ФРН з футболу 1978—1979: Бундесліга
Сезон Бундесліги 1978–1979 був 16-им сезоном в історії Бундесліги, найвищого дивізіону футбольної першості ФРН. Він розпочався 11 серпня 1978 і завершився 9 червня 1979 року. Діючим чемпіоном країни був «Кельн», який не зміг захистити чемпіонський титул, посівши лише шосте місце і поступившись одинадцятьма турнірними очками «Гамбургу», який і став переможцем сезону 1978/79.

## Формат змагання
Кожна команда грала з кожним із суперників по дві гри, одній вдома і одній у гостях. Команди отримували по два турнірні очки за кожну перемогу і по одному очку за нічию. Якщо дві або більше команд мали однакову кількість очок, розподіл місць між ними відбувався за різницею голів, а за їх рівності — за кількістю забитих голів. Команда з найбільшою кількістю очок ставала чемпіоном, а три найгірші команди вибували до Другої Бундесліги.

## Зміна учасників у порівнянні з сезоном 1977–78
«Мюнхен 1860», «Саарбрюкен» і «Санкт-Паулі» за результатами попереднього сезону вибули до Другої Бундесліги. На їх місце до вищого дивізіону підвищилися «Армінія» (Білефельд), переможець Північного дивізіону Другої Бундесліги, «Дармштадт 98», переможець Південного дивізіону, і «Нюрнберг», який здолав у двоматчевому плей-оф за місце у Бундеслізі «Рот-Вайс» (Ессен).

## Команди-учасниці
| Клуб                            | Місто              | Стадіон                  | Вміщує  |
| ------------------------------- | ------------------ | ------------------------ | ------- |
| «Герта» (Берлін)                | Берлін             | Олімпіаштадіон           | 100,000 |
| «Армінія» (Білефельд)           | Білефельд          | Білефельд Альм           | 35,000  |
| «Бохум»                         | Бохум              | Воновія Рурштадіон       | 40,000  |
| «Айнтрахт» (Брауншвейг)         | Брауншвейг         | Айнтрахтштадіон          | 38,000  |
| «Вердер»                        | Бремен             | Везерштадіон             | 32,000  |
| «Дармштадт 98»                  | Дармштадт          | Штадіон-ам-Белленфальтор | 30,000  |
| «Боруссія» (Дортмунд)           | Дортмунд           | Зігналь Ідуна Парк       | 54,000  |
| «Дуйсбург»                      | Дуйсбург           | Ведауштадіон             | 38,500  |
| «Фортуна» (Дюссельдорф)         | Дюссельдорф        | Райнштадіон              | 59,600  |
| «Айнтрахт» (Франкфурт-на-Майні) | Франкфурт-на-Майні | Вальдштадіон             | 62,000  |
| «Гамбург»                       | Гамбург            | Фолькспаркштадіон        | 80,000  |
| «Кайзерслаутерн»                | Кайзерслаутерн     | Бетценберг               | 42,000  |
| «Кельн»                         | Кельн              | Рейн Енергі Штадіон      | 61,000  |
| «Боруссія» (Менхенгладбах)      | Менхенгладбах      | Бекельбергштадіон        | 34,500  |
| «Баварія» (Мюнхен)              | Мюнхен             | Олімпіаштадіон           | 80,000  |
| «Нюрнберг»                      | Нюрнберг           | Штедтішес Штадіон        | 64,238  |
| «Шальке 04»                     | Гельзенкірхен      | Паркштадіон              | 70,000  |
| «Штутгарт»                      | Штутгарт           | Неккарштадіон            | 72,000  |

## Турнірна таблиця
| Поз | Команда                         | І  | В  | Н  | П  | ГЗ | ГП | РГ  | О  | Кваліфікація або пониження                    |
| --- | ------------------------------- | -- | -- | -- | -- | -- | -- | --- | -- | --------------------------------------------- |
| 1   | «Гамбург» (C)                   | 34 | 21 | 7  | 6  | 78 | 32 | +46 | 49 | Перший раунд Кубка чемпіонів 1979—1980        |
| 2   | «Штутгарт»                      | 34 | 20 | 8  | 6  | 73 | 34 | +39 | 48 | Перший раунд Кубка УЄФА 1979—1980             |
| 3   | «Кайзерслаутерн»                | 34 | 16 | 11 | 7  | 62 | 47 | +15 | 43 | Перший раунд Кубка УЄФА 1979—1980             |
| 4   | «Баварія» (Мюнхен)              | 34 | 16 | 8  | 10 | 69 | 46 | +23 | 40 | Перший раунд Кубка УЄФА 1979—1980             |
| 5   | «Айнтрахт» (Франкфурт-на-Майні) | 34 | 16 | 7  | 11 | 50 | 49 | +1  | 39 | Перший раунд Кубка УЄФА 1979—1980             |
| 6   | «Кельн»                         | 34 | 13 | 12 | 9  | 55 | 47 | +8  | 38 |                                               |
| 7   | «Фортуна» (Дюссельдорф)         | 34 | 13 | 11 | 10 | 70 | 59 | +11 | 37 | Перший раунд Кубка володарів кубків 1979—1980 |
| 8   | «Бохум»                         | 34 | 10 | 13 | 11 | 47 | 46 | +1  | 33 |                                               |
| 9   | «Айнтрахт» (Брауншвейг)         | 34 | 10 | 13 | 11 | 50 | 55 | −5  | 33 |                                               |
| 10  | «Боруссія» (Менхенгладбах)      | 34 | 12 | 8  | 14 | 50 | 53 | −3  | 32 | Перший раунд Кубка УЄФА 1979—1980             |
| 11  | «Вердер»                        | 34 | 10 | 11 | 13 | 48 | 60 | −12 | 31 |                                               |
| 12  | «Боруссія» (Дортмунд)           | 34 | 10 | 11 | 13 | 54 | 70 | −16 | 31 |                                               |
| 13  | «Дуйсбург»                      | 34 | 12 | 6  | 16 | 43 | 56 | −13 | 30 |                                               |
| 14  | «Герта» (Берлін)                | 34 | 9  | 11 | 14 | 40 | 50 | −10 | 29 |                                               |
| 15  | «Шальке 04»                     | 34 | 9  | 10 | 15 | 55 | 61 | −6  | 28 |                                               |
| 16  | «Армінія» (Білефельд) (R)       | 34 | 9  | 8  | 17 | 43 | 56 | −13 | 26 | Пониження у класі до Другої Бундесліги        |
| 17  | «Нюрнберг» (R)                  | 34 | 8  | 8  | 18 | 36 | 67 | −31 | 24 | Пониження у класі до Другої Бундесліги        |
| 18  | «Дармштадт 98» (R)              | 34 | 7  | 7  | 20 | 40 | 75 | −35 | 21 | Пониження у класі до Другої Бундесліги        |

1. 1 2  «Боруссія» (Менхенгладбах) була переможцем Кубка УЄФА 1978—1979, автоматично кваліфікувавшись таким чином для участі у цьому тутрнірі на наступний сезон.

## Результати
| Команда                         | ГЕР | АРМ | БОХ | АЙБ | ВЕР | ДАР | БРД | ДУЙ | ФОР | АЙФ | ГАМ | КАЙ | КЕЛ | БРМ | БАВ | НЮР | Ш04 | ШТТ |
| ------------------------------- | --- | --- | --- | --- | --- | --- | --- | --- | --- | --- | --- | --- | --- | --- | --- | --- | --- | --- |
| «Герта» (Берлін)                | —   | 1–2 | 1–1 | 2–2 | 0–2 | 1–0 | 4–0 | 1–0 | 4–1 | 4–1 | 1–3 | 0–3 | 0–2 | 1–0 | 1–1 | 4–1 | 1–1 | 0–0 |
| «Армінія» (Білефельд)           | 0–0 | —   | 1–2 | 2–2 | 1–3 | 5–0 | 4–3 | 1–1 | 2–0 | 0–0 | 0–0 | 0–1 | 1–0 | 0–2 | 0–2 | 2–0 | 3–2 | 1–1 |
| «Бохум»                         | 1–0 | 1–0 | —   | 3–0 | 3–0 | 1–2 | 4–1 | 0–0 | 2–2 | 0–0 | 2–1 | 2–2 | 2–5 | 0–0 | 0–1 | 2–1 | 2–2 | 1–2 |
| «Айнтрахт» (Брауншвейг)         | 0–1 | 5–2 | 1–0 | —   | 1–1 | 4–1 | 2–2 | 0–2 | 1–1 | 0–0 | 1–0 | 0–0 | 1–0 | 3–0 | 0–0 | 3–1 | 2–1 | 2–2 |
| «Вердер»                        | 1–1 | 1–0 | 3–3 | 3–1 | —   | 3–0 | 4–4 | 3–2 | 1–1 | 0–2 | 1–1 | 3–1 | 1–1 | 3–1 | 1–1 | 3–1 | 3–1 | 0–2 |
| «Дармштадт 98»                  | 0–0 | 1–1 | 3–1 | 1–1 | 3–0 | —   | 3–2 | 2–0 | 1–6 | 2–0 | 1–2 | 2–2 | 0–1 | 2–0 | 1–3 | 1–3 | 1–2 | 1–7 |
| «Боруссія» (Дортмунд)           | 3–0 | 2–0 | 2–2 | 2–2 | 1–0 | 0–0 | —   | 4–1 | 3–0 | 3–1 | 1–3 | 2–3 | 0–0 | 1–1 | 1–0 | 2–0 | 2–0 | 4–3 |
| «Дуйсбург»                      | 3–2 | 1–1 | 1–0 | 1–0 | 2–0 | 4–4 | 0–0 | —   | 1–2 | 0–2 | 0–2 | 3–1 | 2–1 | 0–3 | 3–1 | 1–0 | 2–1 | 3–1 |
| «Фортуна» (Дюссельдорф)         | 3–1 | 3–2 | 1–1 | 2–2 | 3–1 | 4–0 | 3–1 | 3–0 | —   | 4–2 | 0–2 | 2–2 | 1–1 | 3–3 | 7–1 | 3–3 | 3–1 | 2–0 |
| «Айнтрахт» (Франкфурт-на-Майні) | 2–2 | 1–0 | 4–2 | 3–1 | 2–1 | 2–0 | 3–1 | 1–0 | 3–2 | —   | 0–0 | 2–2 | 1–4 | 2–0 | 2–1 | 2–0 | 3–1 | 1–2 |
| «Гамбург»                       | 4–1 | 3–1 | 1–1 | 2–0 | 2–2 | 2–1 | 5–0 | 3–0 | 2–1 | 4–0 | —   | 3–0 | 6–0 | 3–0 | 1–2 | 4–1 | 4–2 | 1–1 |
| «Кайзерслаутерн»                | 3–0 | 3–2 | 1–1 | 2–1 | 4–0 | 2–0 | 3–1 | 2–1 | 3–0 | 2–1 | 2–1 | —   | 1–1 | 1–3 | 2–1 | 3–0 | 2–2 | 5–1 |
| «Кельн»                         | 3–1 | 2–1 | 1–1 | 3–1 | 2–0 | 2–1 | 5–0 | 3–3 | 2–2 | 0–2 | 1–3 | 2–2 | —   | 1–1 | 1–1 | 2–0 | 1–0 | 1–2 |
| «Боруссія» (Менхенгладбах)      | 0–2 | 4–1 | 2–0 | 2–3 | 4–0 | 3–1 | 2–2 | 0–2 | 1–0 | 1–3 | 4–3 | 5–1 | 2–0 | —   | 1–7 | 3–1 | 0–0 | 0–0 |
| «Баварія» (Мюнхен)              | 1–1 | 0–4 | 2–1 | 6–1 | 4–0 | 1–1 | 4–0 | 6–2 | 1–1 | 3–1 | 0–1 | 1–0 | 5–1 | 3–1 | —   | 4–0 | 2–1 | 1–1 |
| «Нюрнберг»                      | 2–1 | 0–1 | 0–2 | 0–3 | 2–2 | 3–2 | 2–2 | 2–1 | 3–2 | 0–0 | 3–3 | 0–0 | 1–1 | 1–0 | 4–2 | —   | 0–2 | 1–0 |
| «Шальке 04»                     | 1–1 | 4–1 | 1–3 | 4–4 | 2–1 | 4–2 | 5–1 | 2–1 | 1–2 | 4–0 | 1–3 | 1–1 | 1–1 | 1–1 | 2–1 | 0–0 | —   | 2–3 |
| «Штутгарт»                      | 3–0 | 5–1 | 2–0 | 3–0 | 1–1 | 3–0 | 1–1 | 2–0 | 5–0 | 3–1 | 1–0 | 3–0 | 1–4 | 2–0 | 2–0 | 4–0 | 4–0 | —   |

## Найкращі бомбардири
22 голи
- Клаус Аллофс («Фортуна» (Дюссельдорф))

21 гол
- Клаус Фішер («Шальке 04»)

18 голів
- Рюдигер Абрамчик («Шальке 04»)

17 голів
- Кевін Кіган («Гамбург»)
- Клаус Топмеллер («Кайзерслаутерн»)

16 голів
- Дітер Генесс («Штутгарт»)
- Гаральд Нікель («Айнтрахт» (Брауншвейг))

15 голів
- Манфред Бургсмюллер («Боруссія» (Дортмунд))

14 голів
- Карл-Гайнц Румменігге («Баварія» (Мюнхен))
- Георг Фолькерт («Штутгарт»)

## Склад чемпіонів
| «Гамбург» |
| --- |
| Воротар: Рудольф Каргус (34). Захисники: Манфред Кальц (34 / 6); Петер Ноглі (к; 34 / 1); Іван Булян (32 / 5); Петер Гідін (31 / 3); Ганс-Юрген Ріпп (8); Уве Бегінскі (1). Півзахисники: Кевін Кіган (34 / 17); Джиммі Гартвіг (34 / 10); Каспар Мемерінг (34 / 4); Горст Бертль (24 / 5); Фелікс Магат (к; 21 / 4). Нападники: Горст Грубеш (34 / 13); Віллі Райманн (26 / 5); Бернд Вемаєр (19 / 2); Ганс-Гюнтер Плюкен (7 / 1). (кількість ігор і голів наведені у дужках) Головний тренер: Бранко Зебець . Був у заявці, але не взяв участі у жодній грі чемпіонату: Юрген Штарс; Бернд Горскі; Андреас Каров; Томас Блімайстер. |